# Alice Evans
Alice Jean Evans (Bristol, 2 de agosto de 1971), é uma atriz britânica. É conhecida pelo seu papel de Chloe Simon em 102 Dálmatas (2000) e também por interpretar a bruxa original Esther Mikaelson na série The Vampire Diaries e em seu spin-off The Originals.

## Biografia
Nasceu na cidade de Bristol, localizada na Inglaterra, como filha de pais britânicos, o David Evans, professor de Matemática Aplicada da Universidade de Bristol e de Janet Evans, uma professora de Literatura inglesa. 
Alice ganhou uma licenciatura em francês e italiano, da University College, em Londres, e, em seguida, mudou-se para a cidade de Paris na França, onde estudou um curso de interpretação no Cours Florent. 

## Carreira
Em 1996, ao lado de Lance Boyle, participou do elenco de Megarace 2. Um jogo de PC de corrida de carros ao estilo futurista, repleto de sátiras e muitas emoções. 
Rapidamente começou a trabalhar, principalmente na televisão francesa, mas também na minissérie italiana de muito sucesso "Le ragazze di Piazza di Spagna" (1998) como "Nathalie", uma estudante francesa que é forçada a enfrentar as realidades da vida, quando descobre que está grávida de um homem com qual ela não deveria estar. 
Em 1999, a Disney escalou Evans ao lado de Glenn Close, Gérard Depardieu e seu futuro marido, Ioan Gruffudd (com quem mais tarde casou em 2007), em 102 Dálmatas (2000). Sua mãe morreu aos 59 anos, um dia antes do teste final de Evans para o papel.
Depois de aparecer no filme britânico Blackball, ela se mudou para cidade de Los Angeles em 2003. Ela continuou a aparecer no cinema e na televisão, como em: "The Mentalist", "Brothers & Sisters", "Lost" e "Grimm".
Ela também é notória por interpretar a vilã e bruxa original Esther Mikaelson nas famosas séries de televisão estadunidense "The Vampire Diaries" e "The Originals", ambas exibidas pela rede The CW dos Estados Unidos.

## Casamento e filhos
Atualmente Alice e sua família vivem em West Hollywood, localizada em Los Angeles. Ela é casada com o ator britânico Ioan Gruffudd, com quem tem duas filhas: a Ella Betsi (nascida em 2009) e a Elsie Marigold (nascida em 2013). Os dois se conheceram em 1999 durante a produção do filme "102 Dálmatas", Ioan e Alice se casaram em Setembro de 2007 em uma cerimônia realizada no México. 

## Filmografia

### Filmes
| Ano  | Título                     | Papel             |
| ---- | -------------------------- | ----------------- |
| 1999 | Une Despeje Toutes         | Macha Desachy     |
| 2000 | 102 Dálmatas               | Chloe Simon       |
| 2001 | Ma Femme s'appelle Maurice | Emmanuelle        |
| 2002 | The Abduction Club         | Catherine Kennedy |
| 2003 | Blackball                  | Kerry Speight     |
| 2004 | Fascination                | Kelly Vance       |
| 2006 | The Christmas Card         | Faith Spelman     |
| 2006 | Hollywood Dreams           | Vida              |
| 2007 | Dangerous Parking          | Etta              |
| 2012 | Liars All                  | Sandra            |

### Televisão
| Ano       | Título                         | Papel                 | Notas                                  |
| --------- | ------------------------------ | --------------------- | -------------------------------------- |
| 1996      | Strangers                      | Charlotte             | Episódio: "Crash"                      |
| 1996      | Elisa top Modèle               | aka Elisa             |                                        |
| 1997      | Highlander: The Series         | Kyra                  | Episódio: "Patient Number 7"           |
| 1998      | Le Ragazze di Piazza di Spagna | Muriel Highsmith      | Episódio: "En vert et contre tous"     |
| 1998      | Au cœur de la loi              | Diane Sullivan        |                                        |
| 2001      | Best of Both Worlds            | Leslie Warner         |                                        |
| 2003      | CSI: Miami                     | Faith Spelman         |                                        |
| 2009      | Lost                           | Eloise Hawking (nova) |                                        |
| 2011-2012 | The Vampire Diaries            | Esther Mikaelson      | Recorrente (3ª temporada); 6 episódios |
| 2012      | Grimm                          | Mia Gaudot            |                                        |
| 2014-2015 | The Originals                  | Esther Mikaelson      | Participação; 3 episódios              |